# Saša Petrović
Saša Petrović (Podgorica, 31 dicembre 1966) è un ex calciatore jugoslavo, di ruolo portiere.